# Langues chuuk
Les langues chuuk sont un sous-groupes des langues chuuk–pohnpe au sein de la famille des langues austronésiennes. Ces langues sont principalement parlées dans les États de Chuuk et Yap des États fédérés de Micronésie.

## Langues
Les langues chuuk incluent :
- le sonsorolais et le tobi (suffisamment proche pour être considéré comme deux dialectes) ;
- le chuuk ;
- le woléaïen et ulithi ;
- le puluwat, le namonuito, et le tanapag ;
- le carolinien ;
- le satawal et le mortlock (proche) ;
- le paafang ;
- et le mapia (éteinte).